# Kira Banasińska
Kira Banasińska z domu Ćwirko-Godycka (ur. 1899 w Witebsku, zm. 25 maja 2002 w Hajdarabadzie) – polska malarka, przedsiębiorczyni, działaczka polonijna i charytatywna w Indiach.

## Życiorys
Jej ojciec był inżynierem, który pracował przy budowie linii kolejowej. Dzieciństwo spędziła w Tiumeni i tam ukończyła szkołę realną, planowała przenieść się do Moskwy, by tam studiować architekturę, ale wybuch I wojny światowej pokrzyżował te plany. Początkowo mieszkała z ojcem w Jekaterynburgu, a następnie wyjechała do matki, która mieszkała w Harbinie (Mandżuria). Tam poznała Eugeniusza Banasińskiego, którego poślubiła w 1921. Następnie towarzyszyła mężowi w jego pracy dyplomatycznej w Japonii. Podczas pobytu w Tokio pobierała nauki tradycyjnego malarstwa japońskiego u Senrina Kirigayi. W wolnym czasie tworzyła, swoje prace wystawiała po przyjeździe do Warszawy w 1930, m.in. w Galerii Zachęta.
W 1934 Eugeniusz Banasiński otrzymał polecenie objęcia funkcji konsula w Indiach, gdzie udał się razem z rodziną. Po wybuchu II wojny światowej Kira Banasińska zaangażowała się w działalność charytatywną na rzecz Polaków, założyła w Bombaju pod patronatem Lady Thyi Lumley komitet kobiet dających datki na rzecz Polaków (Ladies Auxiliary Committee) oraz kierowała delegaturami Ministerstwa Pracy i Opieki Społecznej i Centralnego Biura Polskiego Czerwonego Krzyża w Londynie. W 1941 zorganizowała pomoc dla dzieci polskich zesłanych do Związku Radzieckiego, ponadto rozpowszechniała wśród tzw. wyższych sfer w Bombaju informacje o ich tragicznej sytuacji. W 1942 powstał Komitet Pomocy Dzieciom Polskim (Polish Relief Committee), jego prezesem był katolicki arcybiskup Thomas Robertsa z Delhi, a członkami m.in. przedstawiciele Izby Książąt Indyjskich oraz rządu indyjskiego. Rok później została oficjalnie wicedelegatką polskiego Ministerstwa Pracy i Opieki Socjalnej w Indiach, opiekowała się polskimi uchodźcami, którzy po zawartym układzie Sikorski-Majski dostali się do miejsc organizowania Armii Andersa i stamtąd dzięki działalności Eugeniusza Banasińskiego zostali sprowadzeni do Indii. Kira Banasińska zarządzała ośrodkami pobytu, które powstały pomiędzy 1942 a 1948 na terenie Indii dla polskich kobiet z dziećmi i sierot m.in. w Valivade, Kolhapurze i Balachadi, w Panchgani oraz w Karaczi, Abu i Mumbaju. Początkowo stanowisko delegata pełnił Witold Styburski, a następnie zastąpił go Stanisław Dudryk-Darlewski, z którym Kira Banasińska popadła w konflikt, w wyniku którego zrezygnowała z zajmowanego stanowiska. Pozostała w delegaturze Polskiego Czerwonego Krzyża, z ramienia którego zorganizowała polski szpital w Bombaju. Pod koniec 1944 Eugeniusz Banasiński zrezygnował ze stanowiska konsula, a Kira przestała pełnił funkcję delegatki i przeprowadzili się do Londynu, gdzie podejmowali próby stworzenia przedsiębiorstwa importującego towary z Indii, niestety bez powodzenia. Sytuacja materialna sprawiła, że w 1946 powróciła do Indii (mąż dołączył do niej rok później), do Bombaju sprowadziła swoją matkę i początkowo utrzymywały się z prowadzonego przez Zofię Ćwirko salonu piękności. Około 1947 Kira Banasińska postanowiła uruchomić zakład produkujący przybory szkolne, do zdobienia których sama przygotowała wzory korzystając z wiedzy malarskiej zdobytej w Japonii. Przedsiębiorstwo otrzymało nazwę „Kaybee Equipments” i okazało się dochodowe. Od 1952 oboje z mężem stali się bezpaństwowcami, w związku z tym wystąpili o obywatelstwo indyjskie, otrzymali je w 1958. W 1961 zmarła Zofia Ćwirko-Godycka, trzy lata później zmarł Eugeniusz Banasiński, a zaraz po jego śmierci spłonął zakład. Kira Banasińska podjęła decyzję o jego odbudowie w innym miejscu, wybrała miasto Hajdarabad w stanie Andhra Pradeś. W tym czasie otrzymała propozycję pracy jako korespondentka Radia Wolna Europa w Indiach. Jako Barbara Kluczyńska przygotowywała reportaże i felietony o Polakach w Indiach i kulturze indyjskiej. W 1973 sprzedała zakład materiałów biurowych i przeszła na emeryturę. W 1990 w uznaniu zasług została odznaczona przez Prezydenta Polski Orderem Odrodzenia Polski.
Zmarła 25 maja 2002 w wieku 103 lat. Spoczęła w grobie rodzinnym obok matki i męża na cmentarzu St. Peters Catholic Cemetery przy Haines Road w Mumbaju.